# France(s) territoire liquide
France(s) territoire liquide est un projet collectif regroupant 43 photographes (dont 2 duos) dans le but de poursuivre ensemble une recherche photographique sur le nouveau paysage français. Cette mission photographique est initiée en 2010 par Jérôme Brézillon, Frédéric Delangle, Cédric Delsaux et Patrick Messina sous le nom de "We Are French", et prendra le nom de France(s) territoire liquide en 2012. Elle est clôturée en 2014, et l'intégralité des photographes est exposée pour la première fois au Tri Postal de Lille lors des Transphotographiques de 2014.

## Photographes
Le projet regroupe plusieurs photographes, dont:
- Guillaume Amat
- Brigitte Bauer
- Emmanuelle Blanc
- Guillaume Bonnel
- Aglaé Bory
- Michel Bousquet
- Jérôme Brézillon
- Elina Brotherus
- Thibault Brunet
- Jean-Philippe Carré-Mattei
- Julien Chapsal
- Florence Chevallier
- Gilles Coulon
- Geoffroy De Boismenu
- Yann De fareins
- François Deladerrière
- Léo Delafontaine
- Frédéric Delangle
- Cédric Delsaux
- Bertrand Desprez
- Anne Favret (en duo avec Patrick Manez)
- Olivia Froudkine
- Marion Gambin
- Sophie Hatier
- Claudia Imbert
- Julien Magre
- Patrick Manez (en duo avec Anne Favret)
- Guillaume Martial
- Geoffroy Mathieu (en duo avec Bertrand Stofleth)
- Patrick Messina
- Albin Millot
- Olivier Nord
- Antoine Picard
- Joffrey Pleignet
- Bernard Plossu
- Aude Sirvain
- Marie Sommer
- Bertrand Stofleth (en duo avec Geoffroy Mathieu)
- Ambroise Tézenas
- Laure Vasconi
- Émilie Vialet
- Beatrix Von Conta
- Pierre Witt